# 希波城
希波·雷吉乌斯（Hippo Regius），或称希波城，是现代阿尔及利亚城市安纳巴的古名。在历史上这里是腓尼基人、柏柏尔人、羅馬人以及汪达尔人的重要城市，希波城在435年至439年间也是汪达尔王国的首都，此后汪达尔人于439年夺取迦太基后，迁都迦太基。
它是早期多次基督教公会议的地点，也是哲学家、神学家、教会圣师、拉丁禮教會最重要的教父之一——希波的奥古斯丁的居住地。

## 历史

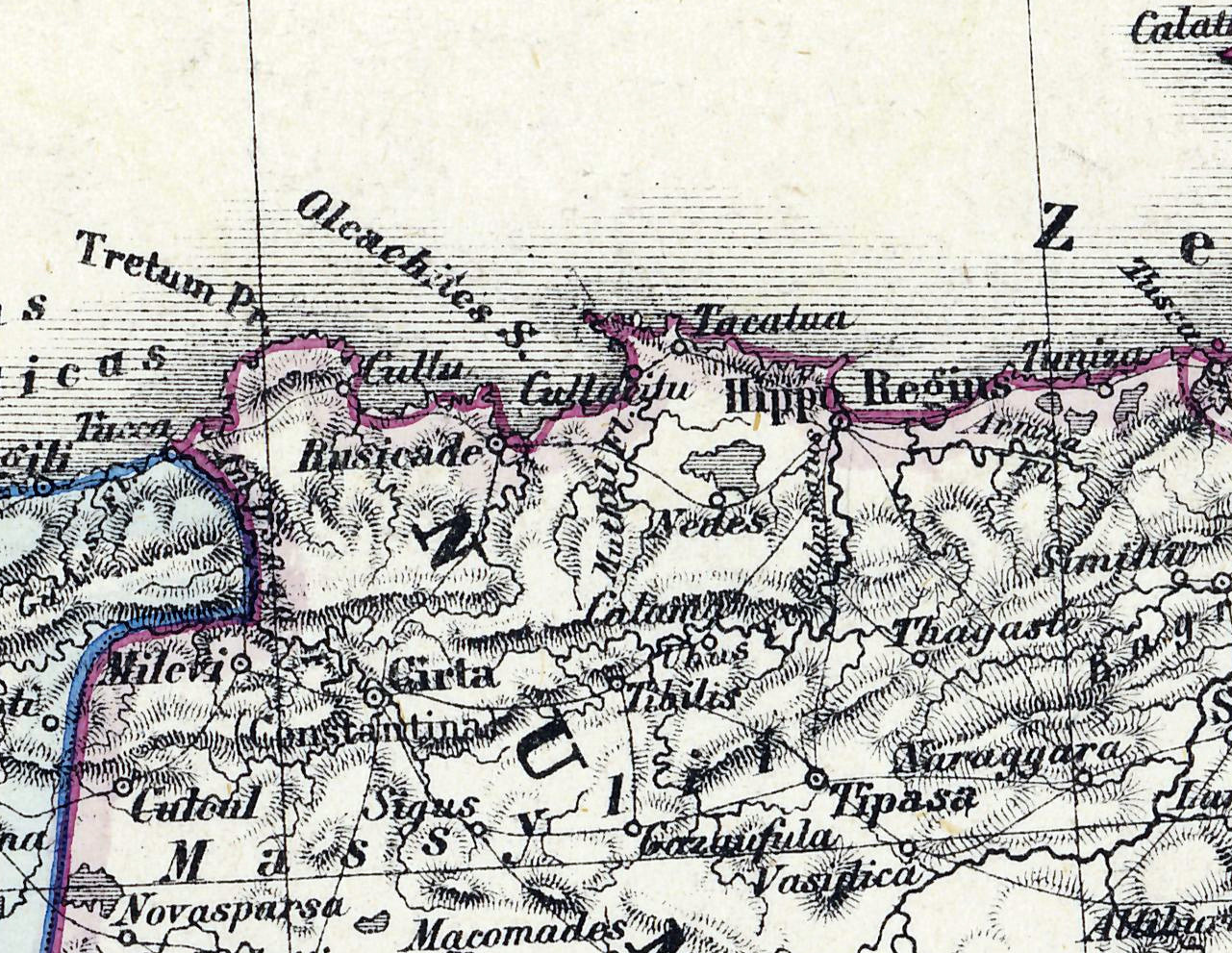
罗马努米底亚地图上的希波城，出自海因里希·基佩尔的《Atlas Antiquus》，1869年

“Hippo”（希波）是ʿpwn的拉丁化形式，可能与“ûbôn”（意为“港口”）一词有所关联。该城最早于公元前12世纪左右由来自泰尔的腓尼基人定居。为了与希波·狄阿利特（今突尼斯比塞大）区分，罗马人后来将其称作希波·雷吉乌斯（皇家希波城），因为这里是努米底亞王的住所之一。其临近的河拉丁化作乌布斯河（Ubus），东边的海湾被称作希波湾。
这座位于乌布斯河口的海滨城市成为了一个罗马殖民地，繁荣发展并成为了罗马于非洲的一座主要城市。希波的奥古斯丁曾在晚年担任希波主教。公元430年，汪达尔人沿着北非海岸向东进军，围攻设有城墙的希波城。在城内，圣奥古斯丁及其牧师们为从入侵者手中解脱而祈祷，深知该城沦陷将会带来死亡，或大多数基督人口被转变为异端的阿里烏教派。430年8月28日，围攻的第三个月，75岁的圣奥古斯丁去世，原因可能是饥荒或压力过大，城外的麦田却无人收割，围攻的第14个月，饥饿与瘟疫席卷了攻守双方。该城落入蓋薩里克之手，并被他设为汪达尔王国的第一个首都，直至439年攻占了迦太基。
534年，它被东罗马帝国征服，并一直由罗马人统治到了698年，直到落入了穆斯林手中。阿拉伯人于8世纪重建了该城镇。该城市后来的历史则以其现代的名字（阿拉伯和殖民地时期）来处理。
11世纪，柏柏尔人的齐里德人在大约三公里外的地方建立了城镇贝勒卜·艾勒安纳巴（Beleb-el-Anab），16世纪曾被西班牙人占据了一段时间，后被路易十四时期的法国人占领。1832年，法国再次占领该镇，其被更名为邦纳，成为阿尔及利亚君士坦丁省的政府中心之一。当地有37,000居民，其中包括10,800位原住民（由9,400名穆斯林与1,400名归化的犹太人组成）、15,700名法国人以及10,500名其他外国人，包括许多意大利人。

## 教会史
希波城是一个古老的教区，是原罗马努米底亞行省的附属教区（suffragan），自法国殖民统治以来属于君士坦丁的一部分，其由数个古代遗址、一座由安貧小姊妹會建成的医院以及一座精美的专用于圣奥古斯丁的巴西利卡组成。在圣奥古斯丁担任主教时期，除了主教修道院外，教区中至少还有三座修道院。旧的教区于450年消亡。

### 希波教会
圣奥古斯丁曾于393年、394年与426年在希波城三度召开基督教公会议，以及次数更多的教会会议，包括397年6月与9月的两场，以及401年的一场。
古代非洲教会的宗教会议通常在迦太基举行，只有几次例外（例如393年在希波城，402年在米利文）。从圣居普良的信中我们得知，除非是遭到迫害，否则非洲的主教们至少每年在春季会面一次，有时候秋季再有一次。例如在居普良担任迦太基主教的十年间，主持了六七场会议，圣奥古斯丁则主持了超过十五次。393年希波宗教会议下令每年召开一次大会，但又发觉对主教们而言过于繁重，407年的迦太基会议中决定，只在必要时，为满足整个非洲的需求举行大会，并根据目的在最方便的地方举行举行。在393年的希波宗教会议中，以及397年迦太基宗教会议中，起草了《圣经》的清单，这些书籍（包括一些被新教徒认为是經外書的书）被视为天主教教规的组成部分。

### 领衔教区
希波教区名义上于1400年恢复为最低等级的拉丁教会领衔教区，但未有在职者被记录过。
其在1867年9月23日废除，正式与天主教君士坦丁教區合并。

### 脚注
1. ↑  Merrills, Andy; Miles, Richard. . Wiley. 2010-01-15. ISBN 978-1-4051-6068-1.
2. ↑  Braudel 1995，第335頁
3. ↑  Head et al. 1911，第886頁.
4. ↑  Ghaki 2015，第66頁.
5. ↑  Brown (2013)，第326頁.
6. 1 2 3 4  Pétridès 1910.
7. ↑  Collins 2000，第124頁
8. ↑  Portalié 1907.
9. ↑  Merrills & Miles 2009，第60頁.
10. 1 2  Havey 1907.

### 书籍
- Braudel, Fernand. . Penguin. 1995  [2020-08-30]. ISBN 978-0-14-012489-7. （原始内容存档于2021-06-05）.

- Brown, Peter, , Princeton: Princeton University Press, 2013, ISBN 1400844533

- Ghaki, Mansour,  (PDF), , Studi Africanistici: Quaderni di Studi Berberi e Libico-Berberi No. 4, Naples: Unior: 65–71, 2015  [2020-08-30], ISBN 978-88-6719-125-3, ISSN 2283-5636, （原始内容存档 (PDF)于2020-04-28） （法语）

- Havey, Francis Patrick. .  1. New York: Robert Appleton Company. 1907.

- Head, Barclay; Hill, G.F.; MacDonald, George; Wroth, W., , Ed Snible  (编),  2nd, Oxford: Clarendon Press: 884–887, 1911  [2020-08-30], （原始内容存档于2021-03-01）

- Merrills, Andrew; Miles, Richard. . John Wiley & Sons. 2009  [2020-08-30]. ISBN 978-1-4443-1808-1. （原始内容存档于2020-06-13）.

- Pétridès, Sophron. .  7. New York: Robert Appleton Company. 1910.

- Portalié, Eugène. .  2. New York: Robert Appleton Company. 1907.

- Tabbernee, William (编). . Baker Academic. 2014.

## 延伸阅读
- Laffi, Umberto. Colonie e municipi nello Stato romano  Ed. di Storia e Letteratura. Roma, 2007  ISBN 8884983509

- Mommsen, Theodore. The Provinces of the Roman Empire Section: Roman Africa. (Leipzig 1865; London 1866; London: Macmillan 1909; reprint New York 1996) Barnes & Noble. New York, 1996

- Smyth Vereker, Charles. Scenes in the Sunny South: Including the Atlas Mountains and the Oases of the Sahara in Algeria. Volume 2. Publisher Longmans, Green, and Company. University of Wisconsin. Madison,1871 ( Roman Hippo Regius （页面存档备份，存于） )